# سيرجي بوجدانوف
سيرجي بوجدانوف هو مدرب تجديف أوزبكستاني، ولد في 5 مايو 1983 في سرداريا في أوزبكستان.

## وصلات خارجية
- سيرجي بوجدانوف على موقع الاتحاد الدولي للتجديف (الإنجليزية)
- سيرجي بوجدانوف على موقع أوليمبيديا (الإنجليزية)